# Vägbin
Vägbin (Halictidae) är en familj bin i insektsordningen steklar. Över 4 000 arter är kända varav ett femtiotal är påträffade i Sverige, närmare fyrtio i Finland. 

## Kännetecken
Vägbin är små till medelstora bin på mellan 4 och 10 millimeter. Färgen varierar från svart till metalliskt röd- eller blåglänsande.

## Levnadssätt
De flesta arter är solitära men det finns också sociala arter och arter som lever som boparasiter. De gräver sina bon i sandig eller lerig mark eller i murken ved. Även om de är solitära så bygger många arter gärna sina bon tillsammans i kolonier. De lever liksom andra bin av pollen och nektar. Gökbin lägger ofta ägg i vägbinas bo och dess larver snyltar på värdbiets förråd av pollen. 

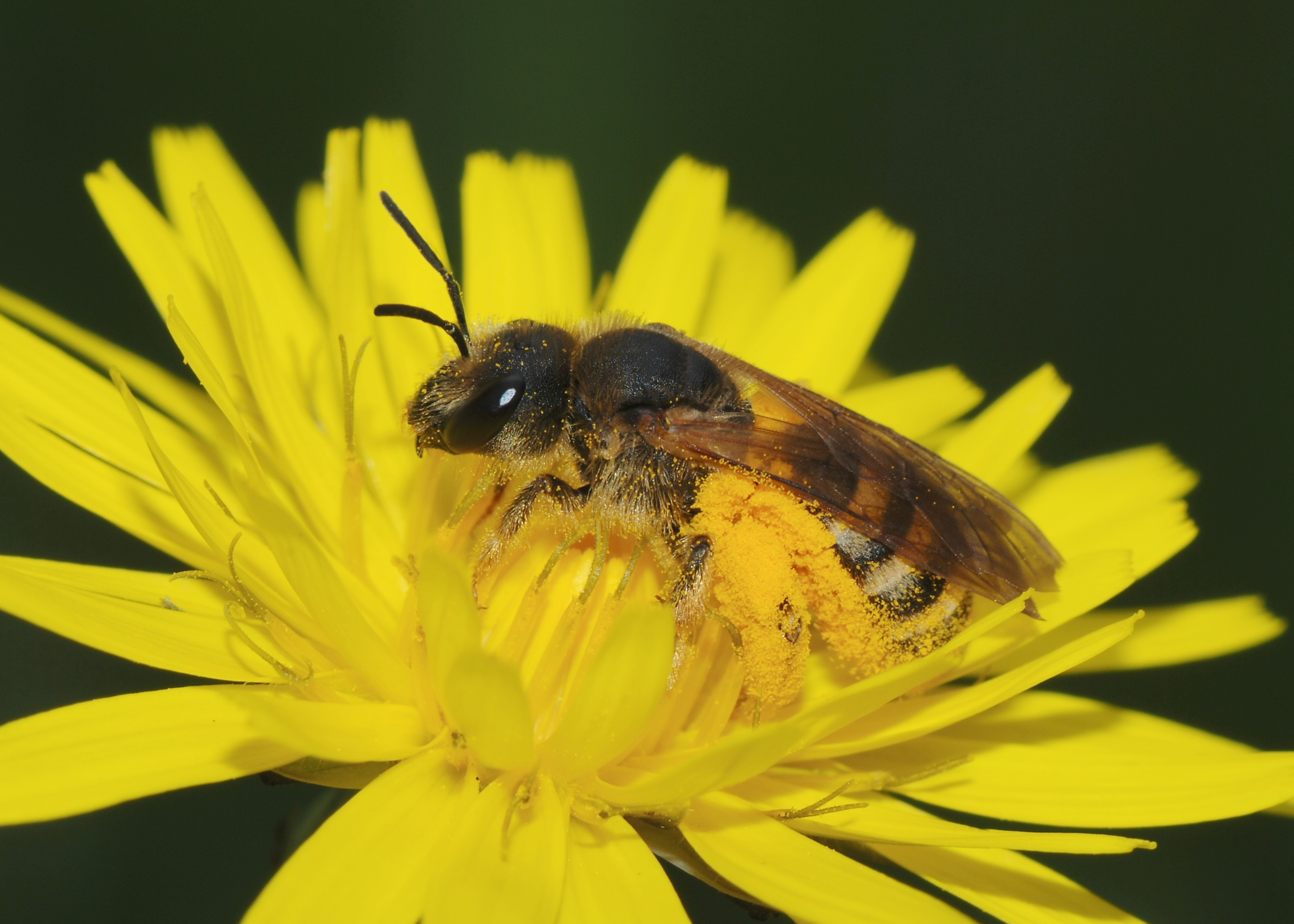
Ett bandbi (släktet Halictus)

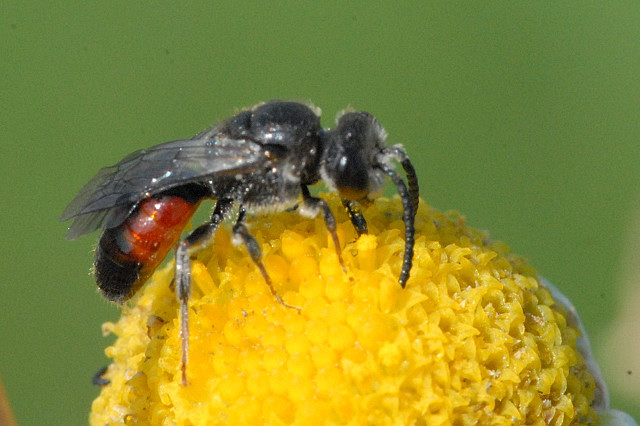
Ängsblodbi (Sphecodes monilicornis)

## Utbredning
Vägbin har en världsvid utbredning.

## Systematik
Vägbin delas in i fyra underfamiljer. 
I Sverige och Finland finns  nedanstående fyra släkten.
- Solbin (Dufourea). 4 svenska, 3 finska arter.
- Bandbin (Halictus). 7 svenska, 5 finska arter.
- Smalbin (Lasioglossum). 30 svenska, 17 finska arter.
- Blodbin (Sphecodes). 15 svenska, 12 finska arter. Lever som boparasiter.

Tidigare, högst upp till 1910-talet, var även släktet blomdyrkarbin representerat i Sverige med en art, blomdyrkarbi (Rophites quinquespinosus), som dock numera anses vara nationellt utdöd.

### Fotnoter
1. ↑  ”Vägbin Halictidae”. Artdatabanken. 2020. https://artfakta.se/naturvard/taxon/halictidae-2001178. Läst 18 februari 2021.
2. ↑  Juho Paukkunen (2019). ”Vägbin – Halictidae”. Finlands artdatacenter. https://laji.fi/sv/taxon/MX.204845. Läst 18 februari 2021.